# Habrotrocha trilobata
Habrotrocha trilobata is een raderdiertjessoort uit de familie Habrotrochidae. De wetenschappelijke naam van deze soort is voor het eerst geldig gepubliceerd in 1948 door Bartos.